# Межрегиональная академия управления персоналом

Межрегиональная академия управления персоналом (МАУП) была основана в 1989 году как негосударственное высшее учебное и научное учреждение. МАУП является крупнейшим экономико-гуманитарным высшим учебным заведением Украины, в котором учатся студенты из 39 стран мира по 17 специальностям, включающим 93 специализации из 8 областей знаний.

## Академия
Академия лицензирована по IV уровню Министерством образования и науки Украины (Государственная лицензия Серия АВ № 048032 от 10.04.2006 г.) и аккредитована по всем лицензированными специальностям с правом выдачи дипломов о высшем образовании государственного образца (Сертификат об аккредитации Серия CI-IV № 117980 от 27.12.2002 г.). МАУП является членом Международной кадровой академии ('МКА') — международной общественной организации, а также Международной ассоциации университетов Европейской сети университетов непрерывного образования (EUCEN).
Выпускники Академии получают диплом о высшем образовании государственного образца и диплом, оформленный в соответствии с международными требованиями, с присвоением квалификации младшего специалиста, бакалавра, специалиста и магистра.
Основатель и президент Межрегиональной академии управления персоналом — Георгий Васильевич Щёкин, кандидат психологических и доктор социологических наук, доктор философии, профессор и академик ряда отечественных, зарубежных и международных университетов и академий, почетный профессор, почетный доктор ВУЗов Азербайджана, Белоруссии, Армении, Киргизии, Молдавии, России, США и других стран, заслуженный работник народного образования Украины.
Академия включает Президентский университет (г. Киев), Всеукраинский университет (более 40 институтов, филиалов, дочерних структур во всех регионах Украины) и Международный открытый университет (Международный подготовительный институт в г. Киеве, сеть центров открытого образования МАУП за рубежом).
Учебный процесс в Академии обеспечивают более 2300 преподавателей, 70 % из которых — доктора и кандидаты наук.
МАУП включена во Всемирную базу данных о высшем образовании, которая регулярно выдается Международной ассоциацией университетов под эгидой ЮНЕСКО.

##### Кроме специализированных институтов в состав Академии входят
- аспирантура;
- докторантура;
- высшая школа управления (программа MBA);
- Институт дистанционного обучения;
- подготовительное отделение;
- Экономико-правовой техникум;
- Международный лицей;
- Деснянский экономико-правовой колледж;
- общеобразовательное среднее учебное заведение «Учебно-воспитательный комплекс „Престиж“»;
- техникум
- библиотечно-информационный центр имени Ярослава Мудрого (с фондом около 400 тыс. томов);
- специализированное многопрофильное издательство;
- компьютерные курсы;
- курсы иностранных языков;
- кадровое агентство;
- Центр организации, трудоустройства студентов и работы с выпускниками;
- Центр изучения языков и перевода;
- Центр психодиагностики и консультирования;
- Учебно-научный центр менеджмента безопасности и охранной деятельности;
- психологическая лаборатория.

##### В инфраструктуру Академии входят
- учебные корпуса;
- конференц-зал;
- общежития;
- медицинский центр;
- спортивный комплекс;
- концертный зал;
- парки с культурно-художественными объектами;
- студенческие рестораны, кафе и столовые, продовольственные магазины, парикмахерская, сауна и т. д.

## Институты и факультеты Президентского университета
- Учебно-научный институт международной экономики и финансов
- Учебно-научный институт права
- Учебно-научный институт международных отношений и социальных наук
- Институт дизайна, архитектуры и журналистики
- Деснянский институт МАУП
- Институт медицинских и фармацевтических наук
- Факультет компьютерно-информационных технологий

Всеукраинский университет — это сеть высших учебных заведений Межрегиональной академии управления персоналом, которые расположены по всей территории Украины (более 40 институтов, филиалов и отделений).
Студенты всех региональных подразделений, как и студенты Президентского университета, обучаются по единым учебным планам и программам в соответствии с выбранной специальностью и формой обучения.
Винницкая область
- Винницкий институт МАУП

Волынская область
- Волынский институт МАУП им. В. Липинского

Днепропетровская область
- Днепровский институт МАУП
- Западнодонбасский институт в Никополе
- Центр дистанционного обучения «Криворожский институт»
- Центр дистанционного обучения «Никопольский институт»
- Центр дистанционного обучения «Каменский институт»

Донецкая область
- Донецкий институт МАУП, г. Краматорск
- Центр дистанционного обучения Донецкого института, г. Покровск
- Мариупольский институт МАУП

Житомирская область
- Житомирский институт МАУП
- Бердичевский центр дистанционного обучения при Житомирском институте МАУП

Закарпатская область
- Центр дистанционного обучения «Закарпатский институт», г. Ужгород

Киевская область
- Белоцерковский центр дистанционного обучения
- Березанский центр дистанционного обучения
- Богуславский информационный центр МАУП
- Бориспольский факультет муниципального менеджмента МАУП
- Яготинский институт МАУП
- Колледж при Яготинском институте МАУП

Кировоградская область
- Центральноукраинский институт

Луганская область
- Луганский институт МАУП, г. Северодонецк
- Северодонецкий институт МАУП
- Центр дистанционного обучения «Краснодонский институт», г. Северодонецк

Львовская область
- Львовский институт МАУП
- Прикарпатский институт МАУП им. М. Грушевского

Николаевская область
- Причерноморский информационный центр МАУП

Одесская область
- Одесский институт МАУП
- Придунайский филиал МАУП, г. Измаил

Полтавская область
- Полтавский центр дистанционного обучения

Сумская область
- Сумской институт МАУП
- Конотопский центр дистанционного обучения

Тернопольская область
- Центр дистанционного обучения «Тернопольский институт»

Харьковская область
- Харьковский институт МАУП

Херсонская область
- Херсонский институт МАУП

Хмельницкая область
- Хмельницкий институт МАУП им. Блаженнейшего Владимира, митрополита Киевского и всея Украины
- Хмельницкий экономико-правовой колледж

Черкасская область
- Центр дистанционного обучения «Черкасский институт»

Черновицкая область
- Центр дистанционного обучения «Черновицкий институт»

Черниговская область
- Черниговский институт
- Центр дистанционного обучения «Прилуцкий филиал»

## Аспирантура
Аспирантура МАУП является основной формой подготовки соискателей степени доктора философии на третьем (образовательно-научном) уровне высшего образования по следующим специальностям:
- Экономика;
- Маркетинг;
- Право;
- Публичное управление и администрирование.

В аспирантуру на конкурсной основе принимаются лица, которые получили степень магистра (образовательно-квалификационный уровень специалиста). Подготовка соискателей высшего образования степени доктора философии в аспирантуре осуществляется по очной и заочной форме обучения. Нормативный срок подготовки доктора философии в аспирантуре составляет 4 года.
Аспиранты МАУП и соискатели других учебных заведений имеют возможность сдать кандидатские экзамены по специальностям:
12.00.04 — хозяйственное право; арбитражный процесс;
12.00.07 — Административное право и процесс; финансовое право; информационное право;
08.00.04 — Экономика и управление предприятиями (по видам экономической деятельности).
12.00.08 — Уголовное право и криминология; уголовно-исполнительное право.
12.00.09 — Уголовный процесс и криминалистика; судебная экспертиза; оперативно-розыскная деятельность.
25.00.01 — Теория и история государственного управления.
25.00.02 — Механизмы государственного управления.

## Докторантура
Докторантура МАУП проводит подготовку по следующим специальностям:
12.00.04 — Хозяйственное право; арбитражный процесс;
12.00.07 — Административное право и процесс; финансовое право; информационное право.

## Специализированные ученые советы
При МАУП действуют Специализированные ученые советы с правом принятия к рассмотрению и проведению защиты диссертаций на соискание ученой степени доктора (кандидата) наук:
Специализированный ученый совет Д 26.142.01 с правом принятия к рассмотрению и проведению защиты диссертаций на соискание ученой степени доктора (кандидата) юридических наук по специальности 12.00.04 «Хозяйственное право, хозяйственно-процессуальное право».
Специализированный ученый совет Д 26.142.02 с правом принятия к рассмотрению и проведению защиты диссертаций на соискание ученой степени доктора (кандидата) юридических наук по специальности 12.00.07 «Административное право и процесс; финансовое право; информационное право».
Специализированный ученый совет Д 26.142.03 с правом принятия к рассмотрению и проведения защиты диссертаций на соискание ученой степени доктора (кандидата) экономических наук по специальностям 08.00.04 «Экономика и управление предприятиями (по видам экономической деятельности)» и 08.00.05 «Развитие производительных сил и региональная экономика».
Специализированный ученый совет Д 26.142.04 с правом принятия к рассмотрению и проведению защиты диссертаций на соискание ученой степени доктора (кандидата) наук по государственному управлению по специальностям 25.00.01 «Теория и история государственного управления», 25.00.02 «Механизмы государственного управления» и 25.00.05 «Государственное управление в сфере государственной безопасности и охраны общественного порядка».
Специализированный ученый совет К 26.142.05 с правом принятия к рассмотрению и проведения защиты диссертаций на соискание ученой степени кандидата юридических наук по специальности 12.00.08 «Уголовное право и криминология; уголовно-исполнительное право» и 12.00.09 «Уголовный процесс и криминалистика; судебная экспертиза; оперативно-розыскная деятельность».
Специализированный ученый совет К 26.142.06 с правом принятия к рассмотрению и проведения защиты диссертаций на соискание ученой степени кандидата наук государственного управления по специальности 25.00.02 «Механизмы государственного управления» сроком до 31 декабря 2020 года (Приложение 1 к Приказу Министерства образования и науки Украина 11.07.2019 № 975).

## Международный лицей
Участник проекта ассоциированных школ ЮНЕСКО.
Состоит из дошкольного Лицея, начального Лицея и старшего профильного Лицея.
Специализации (классификации):
- лингвистическая;
- экономико-правовая;
- информационно-технологическая.

Формы обучения:
- дневная;
- дистанционная.

Выпускники Международного лицея получают аттестат о полном общем среднем образовании государственного образца и диплом МАУП о начальной допрофессиональной подготовки. Выпускники Международного лицея зачисляются в МАУП без вступительных экзаменов со скидкой в оплате за обучение.
Информационное обеспечение лицеистов осуществляет Международный библиотечно-информационный центр имени Ярослава Мудрого.

## Экономико-правовой техникум
Осуществляет подготовку специалистов образовательно-квалификационного уровня младший специалист по дневной и заочной формам обучения.
Обучение в техникуме осуществляется на базе 9-ти и 11-ти классов. В течение первого учебного года студенты осваивают программу средней школы, со второго курса — осваивают выбранную специальность. После окончания обучения выпускники техникума получают аттестат о полном общем среднем образовании, диплом младшего специалиста государственного образца и диплом, оформленный в соответствии с международными требованиями. Выпускники имеют возможность на льготных условиях без экзаменов продолжить обучение в институтах Президентского университета МАУП с третьего курса.
Информационное обеспечение слушателей предоставляет Международный библиотечно-информационный центр им. Ярослава Мудрого. Студенты обеспечиваются учебно-методической литературой, которая издается Академией (входит в стоимость обучения). Слушателям Подготовительного отделения МАУП выпускные экзамены засчитываются как вступительные в техникум.
При заключении контракта на обучение в День открытых дверей действует скидка на первый взнос.
Подготовка осуществляется по специальностям, которые соответствуют специальностям подготовки студентов в институтах Президентского университета МАУП.

## Аттестация кадров
МАУП, Высший экспертно-квалификационный комитет (г. Москва, Российская Федерация)
вводит научно-общественную аттестацию научно-педагогических кадров высшей квалификации и объявляет прием к защите диссертаций на соискание ученой степени доктора (кандидата) наук по специальностям:
- Политическая культура и идеология;
- Политические проблемы международных систем и глобального развития;
- Общая психология, история психологии;
- Экономика и управление народным хозяйством;
- Общественное здоровье, организация здравоохранения и экономика здравоохранения.

По результатам защиты соискателям выдается диплом доктора (кандидата) наук, оформленный Автономной некоммерческой организацией Высший экспертно-квалификационный комитет (г. Москва, Российская Федерация).
Однако существуют утверждения, что дипломы, выданные польским студентам, окончившим заочное образование МАУП, не признаются Польским министерством образования.

## Критика
С февраля 2002 г журнал МАУП «Персонал» публикует различные статьи, которые подвергались критике представителями еврейских организаций Украины и Запада. При этом редакцией «Персонала» подчеркивалось, что данные публикации являются выражением мнением редакции, но не МАУП. Аналогичные заявления о невмешательстве в редакционную политику журнала делало и руководство МАУП.
По подсчётам председателя ассоциации еврейских организаций и общин (Ваад) Йосифа Зисельса, журнал МАУП несёт ответственность за 84 % всех антисемитских публикаций на Украине.
МАУП также публикует перевод книги Мустафы Тласа «Маца Сиона», в которой содержатся утверждения о ритуальном использовании евреями человеческой крови.
16 ноября 2005 пресс-служба Посольства Государства Израиль на Украине сообщила, что Израиль требует от украинских властей принятия неотложных мер к Межрегиональной академии управления персоналом вплоть до закрытия заведения. Заместитель генерального директора МИД Израиля, председатель отдела стран Европы и Азии Марк Софер 14 ноября пригласил на встречу временного поверенного в делах Украины в Израиле Александра Хомяка. 5 декабря 2005 года в заявлении своей пресс-службы президент Ющенко солидаризировался с требованием Израиля. Министр иностранных дел Украины Борис Тарасюк осудил МАУП за пропаганду антисемитизма и отрицание Холокоста.
Вслед министр науки и образования Станислав Николаенко издал приказ о закрытии 26 филиалов «Межрегиональной академии управления». По словам министра, государственная аккредитационная комиссия прекратила выдачу 4650 дипломов МАУП и остановила деятельность 26 филиалов из-за несоответствия требованиям действующего законодательства. 22 октября 2007 года Хозяйственный суд Киева отменил приказ как незаконный и обязал Министерство образования продлить срок действия лицензий региональных филиалов Межрегиональной Академии управления персоналом на подготовку студентов по специальности «Экономика» и обязал министерство изготовить выпускникам Академии 2006/2007 года заявленное количество дипломов в соответствии с договором.
Министерство оспорило это решение, указав, что «Студенты подписывают договор с ректором МАУП. Министерство не выступает субъектом договора, поэтому попытки обязать МОН выдать дипломы в судебном порядке выходят за рамки законодательства». В результате конфликта, до решения Апелляционного суда, подтвердившего решение Хозяйственного суда г. Киева, произошла задержка с выдачей дипломов о высшем образовании.
В МАУП преподавал и защищал диссертацию бывший глава американской националистической организации Ку-Клукс-Клан Дэвид Дюк.
В связи со скандальными публикациями журнала «Персонал» часто оказывалась фигурантом судебных дел, в основном подавая иски против СМИ, обвинявших МАУП в антисемитизме и ксенофобии. Президент Украины Виктор Ющенко публично осудил антисемитскую деятельность академии и отказался от почётного докторства в ней.
Журнал «Персонал» не выходит с 2008 года, в других изданиях МАУП материалы антисемитского характера не размещались.